# Anton Christoph von Wickede
Anton Christoph Caspar Friedrich Leonhard von Wickede (* 8. Juni 1773 in Dammerstorf; † 6. Juli 1822 in Teterow) war ein deutscher Gutsbesitzer, Verwaltungs- und Hofbeamter und Provisor.

## Leben
Anton Christoph von Wickede war Sohn des Gutsbesitzers Eggert Christian Thomas von Wickede auf Dammerstorf. Er diente von 1788 bis 1793, zuletzt als Sekondeleutnant, in der mecklenburgischen Armee, aus der er als Hauptmann entlassen wurde. 1792 bis 1797 war Wickede Erbherr auf Dammerstorf und dann auf 1798 bis 1819 auf Gorschendorf und Jettchenshof. Er wurde 1802 mecklenburgischer Kammerherr. Am 19. April 1814 verlieh ihm König Friedrich Wilhelm III. den Königlich Preußischen St. Johanniterorden.
Wickede war Ober-Vormund des minderjährigen Grafen Friedrich von Hahn auf Basedow und führte so die Aufsicht über den eigentlichen Vormund.

### Provisor im Kloster Dobbertin

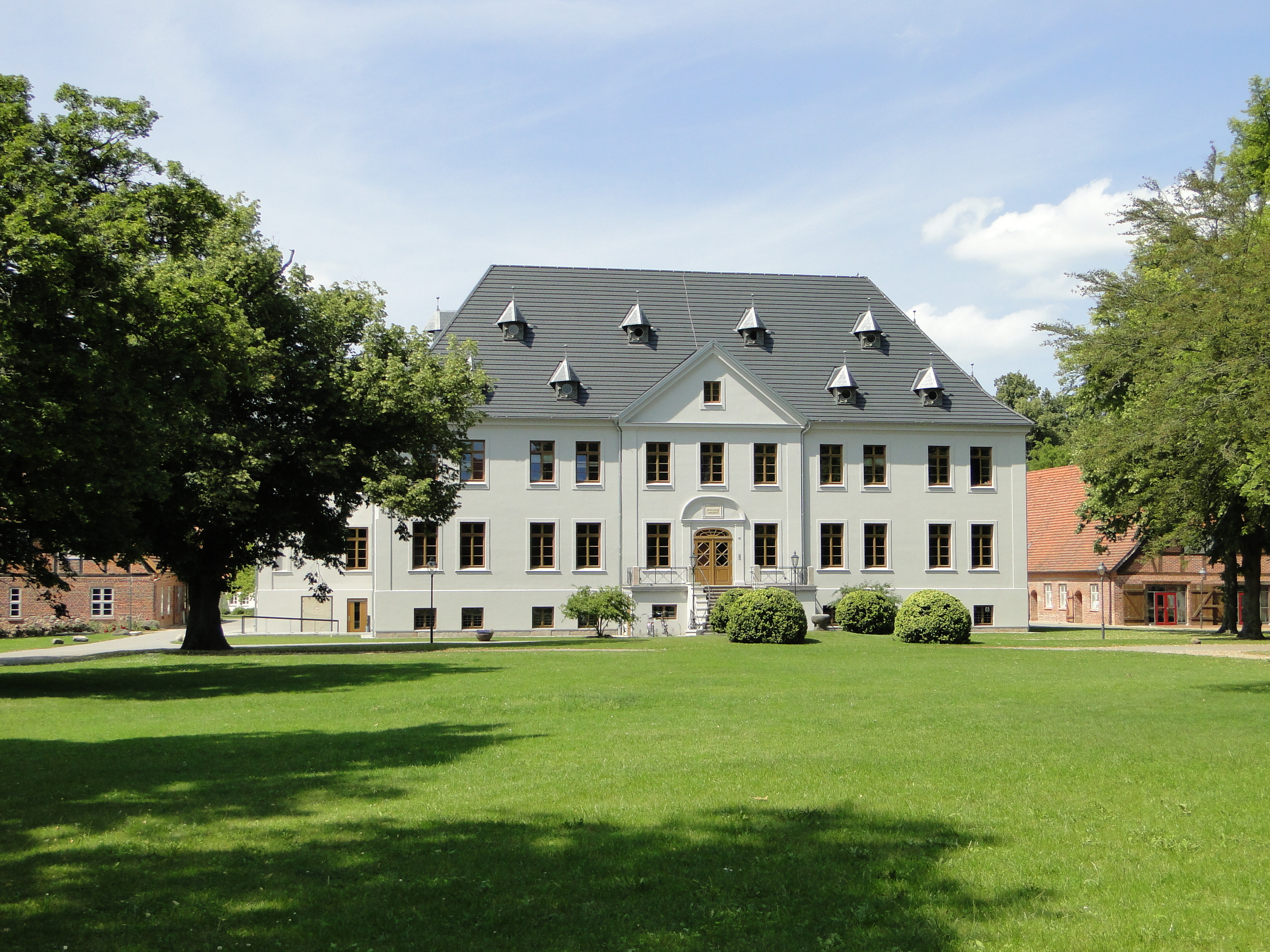
Klosterhauptmannshaus in Dobbertin (2011)

Von 1814 bis 1819 war Wickede Landrat des Herzogtums Mecklenburg-Güstrow. Am 28. November 1811 wurde Wickede auf dem Landtag in Rostock zum Provisor des Klosters Dobbertin gewählt. Die Bestätigungsurkunde als Provisor auf vier Jahre hatte Herzog Friedrich Franz am 14. Dezember 1811 ausgestellt. Seine Einführung im großen Saal des Klosteramtshauses in Dobbertin erfolgte am 5. Dezember 1812 durch den Klosterhauptmann Rittmeister August Friedrich von Lowtzow auf Klaber und dem Provisor Kammerherr Adam Otto von Vieregge auf Steinhausen vor allen Klosterbeamten, Förstern und Schulzen aller Klosterdörfer mit Handschlag. Danach wurden von Frau Domina Charlotte Sophia von Hagen im Chorsaal vor dem versammelten Konvent dem neu erwählten Provisor von Wickede die Glückwünsche ausgesprochen. Die Schlüsselübergabe mit der Klosterlade wurde in der Gerichtslaube des Klosteramtsgerichts vorgenommen.
Wickede war ein Förderer der Imkerei in Mecklenburg mit einer entsprechenden Rostocker Schrift von 1820 und mehreren Aufsätzen im Freimütigen Abendblatt. Außerdem war er 1812 mit der Frage der Zünfte in Mecklenburg befasst.
Wickede starb am 6. Juli 1822 als Großherzoglich-Schwerinscher Kammerherr zu Teterow.
Auf dem Kirchhof der Dorfkirche Gorschendorf findet sich noch eine Grablege der Familie aus seiner Zeit als Gutsbesitzer.

## Familie
Wickede war seit 1795 mit Wilhelmine Ludowike, Tochter des Hauptmanns Bernhard Christoph von Blücher auf Gorschendorf, verheiratet. Sie starb 1798 nach der Geburt des dritten Sohnes. Als zweiter Sohn wurde am 16. April 1797 Ludwig August Leonhard geboren. 1799 heiratete Wickede Henriette Elise Ludolphine Edle von Botterweek, mit der er auch zwei Kinder hatte. Henriette starb 1836. Alle ihre Brüder überlebte die am 21. November 1803 geborene einzige Schwester Dorothea Charlotte Wilhelmina Friederica. Sie ging 1865 in das adlige Damenstift im Kloster Dobbertin, wo sie am 1. Dezember 1872 verstarb.

## Schriften
- Versuch einer Waldtaxation. Hamburg 1815
- Ueber die Wichtigkeit einer Bienenzucht im Großen für alle Staaten im besonderer Beziehung auf die Großherzoglich Mecklenburgischen Lande. 1820

### Ungedruckte Quellen
Landeshauptarchiv Schwerin (LHAS)
- LHAS 3.2-3/1 Landeskloster/Klosteramt Dobbertin